# توابع ریاضی سی
توابع ریاضی سی دسته‌ای از توابع در کتابخانه استاندارد زبان برنامه‌نویسی سی هستند که توابع اصلی و پایه‌ای ریاضیات را پیاده‌سازی می‌کنند. بیشتر این توابع در فایل سرایند math.h تعریف شده‌اند. هر تابع چند نسخه مختلف برای کار با انواع داده مختلف دارد. مثلاً abs و labs و fabs هر سه قدر مطلق یک عدد را برمی‌گردانند. اما abs یک عدد integer و labs یک عدد long و fabs یک عدد float برمیگردانند. این قانون برای همه توابع رعایت شده و کافیست بسته به نیاز از هر کدام استفاده کرد. توابعی که بر روی زاویه‌ها عمل می‌کنند (مثل توابع مثلثاتی) از واحد رادیان به عنوان واحد اندازه‌گیری زاویه استفاده می‌کنند. توابعی هم برای کار بر روی اعداد مختلط در نظر گرفته شده است که این توابع در فایل complex.h تعریف شده‌اند. در فایل stdio.h هم توابعی برای تولید اعداد تصادفی در نظر گرفته شده است.